# اچ‌ام‌آی‌اس کلایو (ال۷۹)
اچ‌ام‌آی‌اس کلایو (ال۷۹) (به انگلیسی: HMIS Clive (L79)) یک کشتی بود که طول آن ۲۴۰ فوت (۷۳ متر) بود. این کشتی در سال ۱۹۱۹ ساخته شد.